# 徐明华
徐明华（1953年4月—），男，汉族，江苏泰州人，中华人民共和国政治人物。江西共大总校牧医专业毕业。

## 生平
徐明华生于上海市，1970年4月，他离开家乡，前往江西省修水县，成为上杭公社的一名知青，此后植根江西，先后担任上杭公社团委书记、中共上杭公社党委副书记，中共修水县莲花公社党委书记。1984年2月，任中共修水县委常委、县委办公室主任。1985年3月，任中共修水县委副书记。1990年1月，任中共修水县委书记、县人大常委会主任。1992年12月，任中共九江市委常委，修水县委书记、县人大常委会主任。1994年1月，任中共九江市委常委、副市长，修水县委书记、县人大常委会主任。1994年5月，任中共九江市委常委、副市长。1998年3月，任中共吉安地委副书记、行署专员。
1999年8月，跨省出任中共湖南省衡阳市委副书记、代市长（2000年3月当选市长）。2001年8月，任中共衡阳市委书记（其间于2003年3月至2004年1月在中央党校一年制中青年干部培训班学习）。
2008年1月，任湖南省人民政府副省长。
2013年1月，任湖南省人民代表大会常务委员会副主任。2016年3月辞去湖南省人大常委会副主任职务。